# Frederick Lambart, X conte di Cavan
Frederick Lambard, X conte di Cavan (Ayot St Lawrence, 16 ottobre 1865 – Londra, 28 agosto 1946) è stato un generale e nobile britannico.

## Biografia
Frederick Lambart era figlio di Frederick Lambart, IX conte di Cavan e di sua moglie, Mary Sneade Olive. Educato all'Eton College ed al Christ Church di Oxford, passò poi Royal Military College di Sandhurst, Lambart ottenne di entrare nelle Grenadier Guards il 29 agosto 1885. Ottenne il titolo di cortesia di visconte Kilcoursie nel 1887 quando suo padre succedette a suo nonno al titolo di conte e venne nominato Aiutante di Campo del Governatore Generale del Canada nel 1891. Promosso capitano il 16 ottobre 1897, vide le prime azioni come comandante di compagnia nella Seconda guerra boera nella Battaglia di Biddulphsberg nel maggio del 1900 e, dopo essere succeduto al padre nei titoli nobiliari della sua casata il 14 luglio di quello stesso anno, prese parte a nuove azioni contro i boeri nel 1901 e venne menzionato in un dispaccio (MiD).
Dopo la promozione a Maggiore il 28 ottobre 1902, divenne secondo in comando del 2nd Battalion Grenadier Guards nel luglio del 1905. Venne nuovamente promosso al rango di Tenente Colonnello e nominato ufficiale comandante del 2nd Battalion Grenadier Guards dal 14 febbraio 1908. Nominato Luogotenente dell'Ordine Reale Vittoriano (LVO) il 29 giugno 1910 e promosso Colonnello il 4 ottobre 1911, si ritirò dal servizio attivo l'8 novembre 1913 e divenne Master of Foxhounds (MFH) per l'Hertfordshire Hunt. A quel tempo egli viveva a Wheathampstead House presso Wheathampstead.
Venne richiamato in servizio all'inizio della prima guerra mondiale e venne nominato comandante della 4th Guards Brigade l'11 agosto 1914 e condusse la sua brigata nella Prima battaglia di Ypres nell'ottobre di quell'anno. Nominato Compagno dell'Ordine del Bagno (CB) il 18 febbraio 1915, egli guidò nuovamente la sua brigata nella Battaglia di Festubert nel maggio del 1915.
Cavan venne promosso Maggiore Generale ed ottenne il comando della 50th (Northumbrian) Division il 29 giugno 1915; dopo appena due mesi venne nominato primo comandante della Guards Division e, dopo essere stato nominato Commendatore della Legion d'Onore il 10 settembre 1915, guidò la sua divisione nella Battaglia di Loos quello stesso mese. Venne prescelto quale pari rappresentante per l'Irlanda il 24 settembre 1915, con un posto nella Camera dei Lord e fu uno degli ultimi ad essere eletto a questo incarico prima della proclamazione della repubblica irlandese. Con questo ruolo di Comandante della Guards Division informò il maggiore Winston Churchill del suo attaché al 2nd Battalion of the Grenadiers nel novembre del 1915.
Nel successivo gennaio 1916, Cavan venne posto a capo del XIV Corps e prese parte alla Battaglia della Somme in quell'estate. Egli divenne Grand'Ufficiale dell'Ordine della Corona del Belgio (Ordre de la Couronne - Grand-officier) il 2 novembre 1916 e nominato Cavaliere dell'Ordine di San Patrizio (KP) il 18 novembre successivo.
Promosso Tenente Generale il 1º gennaio 1917, guidò il suo corpo d'armata nella Battaglia di Passchendaele nell'estate del 1917. Gli venne concesso il rango di Grand'Ufficiale della Legion d'Onore il 25 settembre 1917 e venne rimpiegato in Italia nell'ottobre del 1917. Avanzato a Cavaliere Commendatore dell'Ordine del Bagno (KCB) il 1º gennaio 1918, Cavan venne nominato Comandante in Capo delle forze britanniche sul fronte italiano il 10 marzo di quell'anno. Il 5 settembre 1918 premiò i vincitori del concorso ippico della VII divisione presso il campo di aviazione di Trissino. Cavan guidò poi la 10ª armata nella decisiva Battaglia di Vittorio Veneto, l'azione che portò alla sconfitta dell'Impero austro-ungarico ed alla chiusura definitiva del conflitto.
A seguito della fine della guerra, Vittorio Emanuele III d'Italia gli concesse la Croce di Guerra e lo nominò Commendatore e poi Grand'Ufficiale dell'Ordine Militare di Savoia oltre al medesimo grado nell'Ordine dei Santi Maurizio e Lazzaro. Cavan venne anche nominato Cavaliere di Gran Croce dell'Ordine di San Michele e San Giorgio (GCMG) per il suo contributo alle operazioni in Italia, oltre alla Army Distinguished Service Medal statunitense e la I classe dell'Ordine di Wen-Hu cinese.
La sua prima nomina dopo la guerra fu quella a Tenente della Torre di Londra il 22 marzo 1920. Nominato Aiutante di Campo (ADC) del re Giorgio V del Regno Unito il 1º ottobre 1920, divenne General Officer Commanding dell'Aldershot Command il 2 novembre di quello stesso anno prima di essere promosso al rango di Generale il 2 novembre 1921.
Egli venne nominato Chief of the Imperial General Staff (CIGS) il 19 febbraio 1922. Egli venne prescelto, in antitesi col suo predecessore Henry Wilson, le cui relazioni col governo si erano deteriorate col tempo, per dirigere le truppe in Egitto ed in India. Cavan inoltre portò avanti i rapporti Geddes coi quali portò avanti un programma di riduzione della spesa per la difesa e la conseguente riduzione dell'organico del British Army. Avanzato la rango di Cavaliere di Gran Croce dell'Ordine del Bagno (GCB) nei New Year Honours del 1926, il 19 febbraio di quell'anno decise di firmare il proprio congedo dall'esercito britannico.
Dal 23 maggio 1925 egli fu Colonnello delle Irish Guards e Colonnello del Bedfordshire and Hertfordshire Regiment dal 10 dicembre 1928.
Durante il suo periodo di ritiro dall'esercito, egli fu consigliere della National Playing Fields Association e Deputato Luogotenente (DL) dell'Hertfordshire. Nominato Cavaliere di Gran Croce dell'Ordine dell'Impero Britannico (GBE) l'8 luglio 1927, egli divenne Captain of the Honourable Corps of Gentlemen-at-Arms il 23 luglio 1929 e venne promosso Feldmaresciallo il 31 ottobre 1932. Egli prese parte alla processione durante il funerale del re Giorgio V nel gennaio del 1936 e comandò le truppe per la processione d'incoronazione di re Giorgio VI il 12 maggio 1937. Durante la seconda guerra mondiale egli prestò servizio come ufficiale comandante degli Hertfordshire Local Defence Volunteers (LDV).
Field Marshal Frederick, Earl of Cavan, KP, GCB, GCMG, GCVO, GBE, DL morì nella London Clinic nel Devonshire Place a Londra il 28 agosto 1946. Senza un figlio, era il suo fratello, Horace, che succedette ai titoli nobiliari.

## Matrimonio e figli
Il 1º agosto 1893 Frederic Lambart sposò Caroline Inez Crawley (1870–1920), figlia di George Baden Crawley e di sua moglie Eliza Inez Hulbert, alla chiesa di Digswell, nell'Hertfordshire. Ella gli premorì e la coppia non ebbe figli.
Lambart si risposò in seconde nozze il 27 novembre 1922 con lady Hester Joan Byng, figlia del reverendo Francis Edmund Cecil Byng, V conte di Strafford e di Emily Georgina Kerr, nella St. Mark's Church nella North Audley Street, Mayfair, Londra. Joan, contessa di Cavan, ottenne nel 1927 il titolo di Dama di Commenda dell'Ordine dell'Impero Britannico (DBE). La coppia ebbe due figlie:
- lady Elizabeth Mary Lambart (n. 16 ottobre 1924), sposò nel 1949 Mark Frederic Kerr Longman, ed ebbe discendenze. Ella fu nel 1947 una delle otto dame d'onore al matrimonio dell'allora principessa Elisabetta del Regno Unito con l'allora tenente Filippo di Mountbatten.[48]
- lady Joanna Lambart (n. 8 dicembre 1929), sposò nel 1955 il maggiore Michael Godwin Plantagenet Stourton.[1]